# Menêxeno
Menexeno ou Menêxeno (em grego clássico: Μενέξενος) é um diálogo socrático de Platão, tradicionalmente incluído na sétima tetralogia, juntamente com a Hípias Maior e Hípias Menor e o Íon. Os oradores são Sócrates e Menexeno, que não deve ser confundido com o filho de Sócrates, Menexeno. O diálogo de Menexeno de Platão aparece também no Lísio, onde ele é identificado como o "filho de Demófono", assim como o Fédon.
O Menexeno é único entre os diálogos platônicos em que o "diálogo" real serve principalmente como exposição para a oração. Por essa razão, talvez, o Menexeno tenha sido alvo de alguma suspeita de ilegitimidade, embora a invocação do texto por Aristóteles em várias ocasiões pareça reforçar sua autenticidade. Sócrates aqui entrega a Menexeno um discurso que ele afirma ter aprendido com Aspásia, uma consorte de Péricles e proeminente intelectual ateniense.
O Menexeno tenha sido alvo de alguma suspeita de ilegitimidade, embora a invocação do texto por Aristóteles em várias ocasiões pareça reforçar sua autenticidade. Muito do interesse no Menexenus decorre do fato de que ele é uma das poucas fontes existentes sobre a prática da oratória fúnebre ateniense.

## Sinopse
Sócrates encontra Menexeno, que vinha da Câmara do Conselho de Atenas, e pergunta-lhe o que tinha acontecido ali. Menexeno responde que o Concílio estava providenciando o enterro dos mortos em batalha e estava prestes a escolher alguém para fazer a oração fúnebre, mas ele teme que os oradores não estejam bem preparados (235c). Sócrates afirma que um discurso como este não deve ser difícil de compor, e que até ele poderia tê-lo feito, tendo sido instruído nesses assuntos pela própria Aspásia, que segundo Sócrates, e provavelmente com senso de ironia, ensinou o melhor orador de todos, Péricles (235e). De fato, Sócrates afirma que Aspásia havia preparado todo um discurso que ela lhe confiara. Com toda a probabilidade, a afirmação de Sócrates é um artifício literário que Platão usa, já que alguns dos eventos que serão mencionados no discurso aconteceram após a morte de Aspásia. Menexeno está ansioso para ouvir, mas Sócrates está relutante no início, pois ele acredita que Apasia pode ficar com raiva dele por publicar seu discurso. Ele finalmente consente e começa a entrega.
Como a Oração Fúnebre de Péricles, que seu discurso deveria imitar, a oração de Aspásia é composta de um elogio à cidade de Atenas. Começa por afirmar o nascimento nobre dos caídos juntamente com a sua pureza de sangue. O discurso também afirma o conceito peculiar de autóctone (237b), pelo qual os atenienses nunca vieram de outro lugar, mas "brotaram do próprio chão" de sua cidade.  O discurso continua relatando a defesa de Atenas da Europa contra o Império Persa, primeiro em Maratona e depois em Salamina, provando ao resto dos gregos que os persas poderiam ser derrotados. Depois de mostrar tamanha bravura, no entanto, Atenas tornou-se um objeto de inveja, e assim a cidade teve que lutar contra seus antigos aliados (242a-b). Quando a Guerra do Peloponeso eclodiu, Atenas provou seu caráter mais uma vez em Esfacteria quando se recusou a matar os cativos espartanos (242c).
Finalmente, o discurso termina afirmando entregar textualmente às novas gerações as palavras finais daqueles que antes arriscavam suas vidas pela liberdade (246d). Eram eles: viver bravamente, pois nem o dinheiro nem a beleza são bons sem virtude, e esforçar-se para superar seus antepassados, que seriam alegremente "derrotados" dessa maneira nobre. O antigo ditado "nada demais" (μηδὲν ἄγαν) é sábio de fato, e o verdadeiro caráter é mostrado por aqueles que não se regozijam em excesso quando afortunados nem sofrem demais em infortúnio (248a). Estas foram as palavras de seus antepassados.
Menexeno acha o discurso maravilhoso e se espanta cada vez mais com a afirmação de que foi composto por uma mulher. No entanto, sabendo da qualidade de Aspásia, ele está convencido (249e), e diz que manterá o segredo de Sócrates de tê-la compartilhado com ele.